# Buckingham Castle
 Ikke at forveksle med Buckingham Palace.
Buckingham Castle var en middelalderborg nord for floden Great Ouse i byen Buckingham i Buckinghamshire i England.
Borgen nævnes første gang i 1154 og blev muligvis revet ned 1208–1215. Det er muligt, at det var Giffard-familien der ejede den. Den blev fuldstændigt fjernet i 1777 for at etablere den kirkegård, som nu ligger på stedet. En del af de ydre stenmure findes stadig og er kirkegårdsmure. En lignende stenmur findes i flere haver i Castle Street.